# Crassicauda grampicola
Crassicauda grampicola is een rondwormensoort uit de familie van de Tetrameridae. De wetenschappelijke naam van de soort is voor het eerst geldig gepubliceerd in 1941 door Johnston & Mawson.